# Olesicampe flaviricta
Olesicampe flaviricta är en stekelart som först beskrevs av Cresson 1864.  Olesicampe flaviricta ingår i släktet Olesicampe och familjen brokparasitsteklar. Inga underarter finns listade i Catalogue of Life.